# Morse Films
Morse Films Limited war eine Filmproduktionsgesellschaft mit Sitz in London. 1955 wurde das Unternehmen mit einem Oscar für den Dokumentar-Kurzfilm Thursday’s Children ausgezeichnet.

## Geschichte
Morse Films wurde von dem britischen Filmregisseur, Produzenten und Schauspieler Guy Brenton (* 1927 in London; † 1994 ebenda) gegründet. Brenton bezeichnete sich selbst als „einen Abweichler in dieser Gesellschaft“ („a deviant in this society“). Laut Sight & Sound-Autor Derek Hill war es ihm „psychologisch unmöglich“ in der Filmindustrie an einem der ihm angebotenen Themen zu arbeiten, stattdessen gründete er sein eigenes Unternehmen. Er stellte hohe Qualitätsansprüche, besaß aber nur wenig finanzielle Rücklagen und Geschäftssinn, was die Filmproduktion riskant machte.
Morse Films war auf Dokumentarfilme über soziale Probleme spezialisiert. Insbesondere beschäftigte sich Brenton in seinen Filmen damit, wie die Gesellschaft mit Menschen umgeht, die von der Norm abweichen. Die erste nachweisbare Produktion seines Unternehmens war die 1952 entstandene Dokumentation The Jason Strip. 
Darauf folgte 1954 mit Thursday’s Children, koproduziert von World Wide Pictures, eine Kurz-Dokumentation über taube Kinder an einer britischen Schule. Hierfür wurden sowohl Morse Films als auch World Wide Pictures bei der Oscarverleihung 1955 mit einem Oscar in der Kategorie Bester Dokumentar-Kurzfilm ausgezeichnet. Erst nach dieser Auszeichnung war es Brenton und Co-Regisseurin Lindsay Anderson möglich, einen Verleih für den Film zu finden.
Für seine nächste Produktion Birthday (1954) erhielt Brenton erstmals Fördergelder, in diesem Fall vom National Fund for Polio Research. Der 11-minütige Kurzdokumentarfilm begleitet vier Kinder bei der Suche nach einem Geschenk für ihren jüngeren Bruder. Zum Schluss des Films wird offenbart, dass er seine Beine aufgrund einer durchgestandenen Kinderlähmung nicht mehr bewegen kann.
1957 produzierte Morse Films den Kurzfilm People Apart im Auftrag der British Epilepsy Association (BEA), welche damit über die Krankheit Epilepsie aufklären wollte. Die 36 Minuten dauernde Schwarz-Weiß-Dokumentation entstand in Zusammenarbeit mit Epileptikern, Ärzten und Sozialarbeitern. Sie besteht zum großen Teil aus Interviews mit Epileptikern, die ihre Erfahrungen mit der Krankheit und darauf beruhender Diskriminierung beschreiben. Der Film wurde 1957 vom Royal College of Surgeons of England begutachtet und vielfach in der wissenschaftlichen Presse besprochen. Während die BEA Kopien für den Privatgebrauch vertrieb, erwies sich die öffentliche Aufführung als schwierig, wohl auch, da der Film einen epileptischen Anfall zeigt. People Apart wurde aber 1957 in der BBC-Informationssendung Panorama ausgestrahlt und im Folgejahr im Rahmen der National Epilepsy Week vor Politikern im House of Commons aufgeführt. Er ist Teil der vom British Film Institute (BFI) herausgegebenen DVD-Kompilation Shadows of Progress: Documentary Film in Post-War Britain 1951–1977.
Das BFI und die Behörde Arts Council of Great Britain sponsorten den nächsten von Morse Films produzierten Film, The Vision of William Blake (1958). Dabei handelt es sich um einen experimentellen Kurzfilm, bei dem die Kamera über Bilder von William Blake schwenkt. Der Soundtrack besteht hauptsächlich aus Versen von Blake zu Musik von Ralph Vaughan Williams.
Eine weitere nennenswerte Morse-Films-Produktion war Four People: A Ballad Film (1962), in der Brenton erneut das Thema Kinderlähmung aufgreift. Der 46 Minuten dauernde Schwarz-Weiß-Film porträtiert vier an Polio erkrankte Erwachsene, wobei nur wenig Worte fallen, sondern in größtenteils nachgestellten Szenen gezeigt wird, wie die Krankheit ihr Leben verändert hat. Der Soundtrack besteht aus Musik und gesungenen Kommentaren der Musiker Ewan MacColl und Peggy Seeger. Diese waren zwar eher unzufrieden mit dem Film (unter anderem, da die Erkrankten nicht selbst zu Wort kamen). Er lieferte ihnen aber die Inspiration für eine „Radio Ballad“, The Body Blow (1962), welche von den gleichen vier Personen handelt. Sie lief im Rahmen einer Audio-Dokumentarreihe auf BBC und traf auf überwiegend positive Resonanz. Auch Four People wurde in die BBC-DVD-Kompilation Shadows of Progress aufgenommen.
Wahrscheinlich produzierte Brenton nach 1962 keine Filme mit Morse Films mehr, allerdings ist seine Filmografie nicht vollständig bekannt. 1972 wurde das Unternehmen aufgelöst.

## Filmografie
- 1952: The Jason Strip
- 1954: Thursday’s Children
- 1954: Birthday
- 1957: People Apart
- 1958: The Vision of William Blake
- 1960: Via Crucis
- 1961: The World's Need An Appeal by Richard Dimbleby C.B.E.
- 1962: Four People: A Ballad Film